# Bartosz Stępień
Bartosz Tadeusz Stępień (ur. 28 października 1982) – polski publicysta, autor opracowań historycznych dotyczących sztuki użytkowej w Łodzi. 
Jest pracownikiem Muzeum Komunikacji MPK w Łodzi i prezesem Klubu Miłośników Starych Tramwajów w Łodzi. W 2005 stworzył stronę internetową Murale.mnc.pl poświęconą łódzkim muralom reklamowym, zaś w 2009 ukazała się jego książka Łódzkie Murale - niedoceniona grafika użytkowa PRL-u będąca pierwszym kompendium wiedzy na temat tej formy twórczości artystycznej w Łodzi. W 2010 został wyróżniony – za wydobycie z zapomnienia oryginalnych, łódzkich murali w plebiscycie „Punkt dla Łodzi”. Bartosz Stępień jest też autorem między innymi wraz z Katarzyną Jasińską i Marcinem Polakiem szlaku łódzkich murali, a także autorem strony kominy.mnc.pl poświęconej łódzkim kominom.

## Wybrana bibliografia autorska
- Łódzkie mozaiki i inne monumentalne akcenty plastyczne czasów PRL-u (Księży Młyn Dom Wydawniczy, 2021; ISBN 978-83-7729-657-8)
- Łódzkie Murale - niedoceniona grafika użytkowa PRL-u (Księży Młyn Dom Wydawniczy, 2009; ISBN 978-83-7729-038-5)
- Łódzkie neony. Zapomniane perły wzornictwa PRL-u (Księży Młyn Dom Wydawniczy, 2014; ISBN 978-83-7729-195-5)